# Jeannie
Jeannie (auch Jeanny) ist ein weiblicher Vorname und auch die Koseform zu Jeanne bzw. Jean.

## Herkunft und Bedeutung
Jeannie ist ein Diminutiv des englischen Frauennamens Jean. Der Name leitet sich vom hebräischen Namen Johanna (יחנה), bzw. dessen männlicher Variante Jochanan (יוחנן) und bedeutet „JHWH hat Gnade erwiesen“ bzw. „der Herr ist gnädig“ und ist im Judentum der Ausdruck einer als Geschenk aufgefassten Geburt zu verstehen.

## Varianten
Jeanny, Jeanie, Jean

## Bekannte Namensträgerinnen
- Jeannie Berlin (* 1949), US-amerikanische Schauspielerin und Regisseurin
- Jeannie Marie Bocchicchio (* 1989), US-amerikanische Popsängerin
- Jeannie Cheatham (* 1937), US-amerikanische Sängerin
- Jeannie Drake (* 1948), britische Baroness und Gewerkschafterin
- Jeanny Dom (* 1954), luxemburgische Tischtennisspielerin und Sportfunktionärin
- Jeannie Ebner (1918–2004), österreichische Schriftstellerin
- Jeannie Gunn (1870–1961), australische Schriftstellerin
- Jeannie Longo-Ciprelli (* 1958), französische Radsportlerin
- Jeannie C. Riley (* 1945), US-amerikanische Countrysängerin
- Jeannie Robertson (1908–1975), schottische Folksängerin
- Jeanny Steiger, Pseudonym des deutschen Schriftstellers Jürgen Duensing
- Jeannie Wagner, deutsche Content-Creatorin und Fernsehmoderatorin
- Jeannie Whayne (* 1948), US-amerikanische Historikerin
- Jeannie Wilson (* 1947), US-amerikanische Schauspielerin